# Richard Austin Freeman
Pour les articles homonymes, voir Freeman.
Œuvres principales
- L'Empreinte sanglante (1907)
- The Singing Bone (1912)
- Arsenic (1928)

Richard Austin Freeman (Londres, 11 avril 1862 - Gravesend, 28 septembre 1943) est un auteur britannique de roman policier.

## Biographie
Ses études au Middlesex Hospital de Londres lui permettent de décrocher des diplômes en médecine et chirurgie. Il se rend peu après à Accra au Ghana pour occuper un poste de chirurgien colonial. Mais une maladie se déclare et met fin à sa carrière. De retour en Angleterre, il devient oto-rhino-laryngologiste, puis précepteur, avant de se consacrer à temps plein à l'écriture à partir de 1919.  
Dès 1898, il avait tiré de son expérience africaine un récit de voyages, avant d'aborder le genre policier par quelques nouvelles, écrites en collaboration avec John James Pitcairn, et mettant en scène le sympathique escroc Romney Pringle.  Mais il se lasse de ce héros et tente seul de mettre au point un détective-médecin dans The Mystery of 31, New Inn, un court roman écrit en 1905, mais qu'il ne publie pas immédiatement afin de mieux peaufiner son nouveau détective.
En 1907, il signe The Red Thumb Mark, où apparaît enfin ce héros récurrent, le Dr Thorndyke, archétype du détective scientifique. En 1912, il publie un recueil de nouvelles The Singing Bone, souvent mentionné comme le texte fondateur de la méthode d'investigation inversée (inverted detective story (en)), cette structure narrative du récit policier où le lecteur se voit narrer au début du texte comment le criminel perpètre son forfait.  La suite du texte illustre comment l'enquêteur parviendra à relever la faille dans l'exécution du délit.  En 1934, dans les nouvelles du Service des affaires classées, Roy Vickers reprendra la formule popularisée depuis par la série télévisée Columbo. Entre 1911 et 1942, une vingtaine de romans et un grand nombre de nouvelles auront pour centre les investigations de Thorndyke.
Detective (1964) et The Rivals of Sherlock Holmes (1971), deux séries de la télévision britannique, ont permis des incarnations du Dr Thorndyke, respectivement par Peter Copley (en), puis par John Neville et Barrie Ingham (en).
En 1930, Richard Austin Freeman devient l'un des membres fondateurs du prestigieux Detection Club.

## Œuvre

### Romans

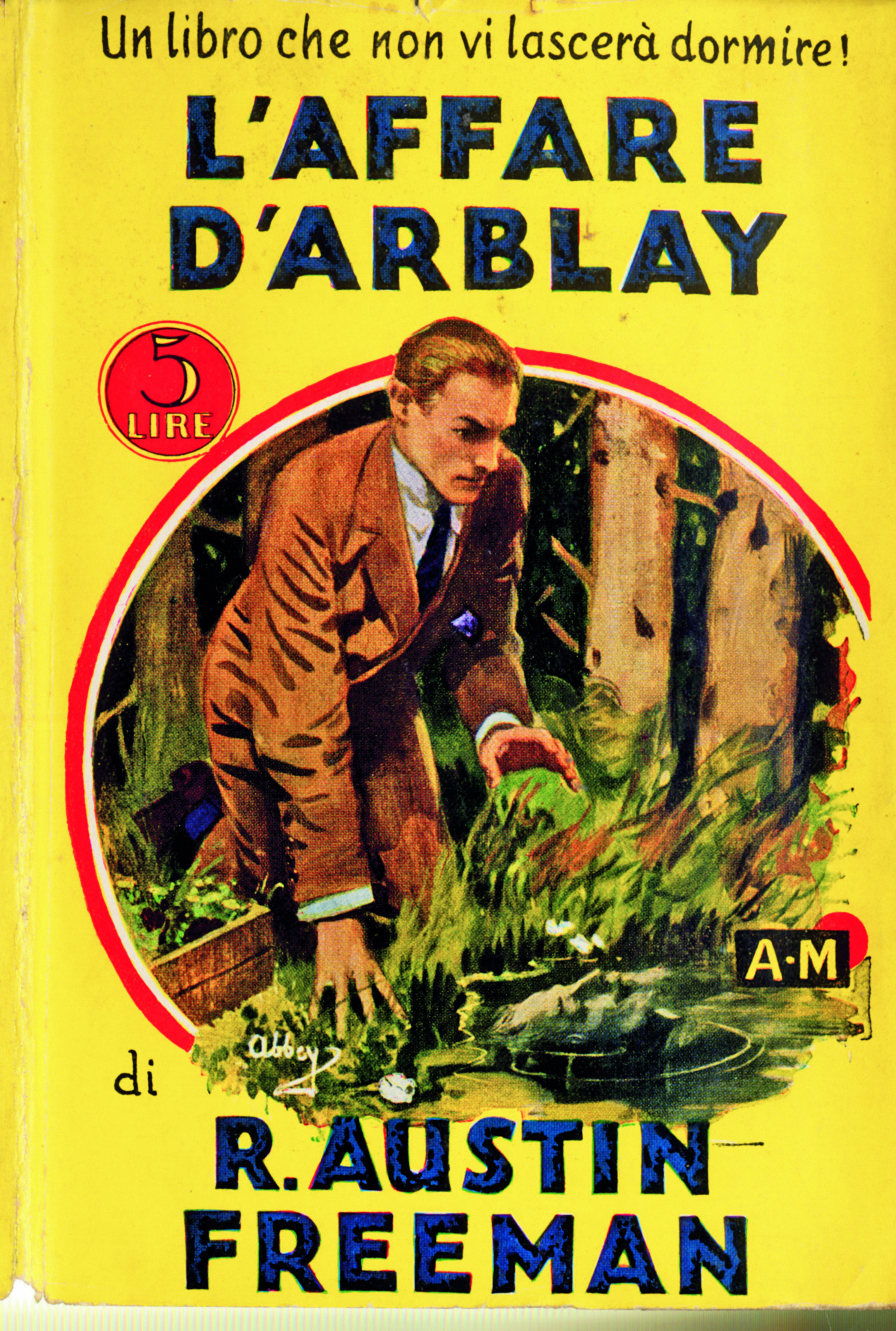
Richard Austin Freeman - The D'Arblay Mystery - Gialli Mondadori 1931

#### Romans de la sérieDrThorndyke
- The Red Thumb Mark (1907) Publié en français sous le titre L'Empreinte sanglante, Paris, Nouvelle Revue Critique, coll. « L'Empreinte » no 32, 1933, réédition sous le titre L'Empreinte de sang, Paris, Flamant noir, 2020
- The Eye of Osiris ou The Vanishing Man (1911)
- The Mystery of 31, New Inn (1912)[1]
- A Silent Witness (1914)
- Helen Vardon's Confession (1922)
- The Cat's Eye (1923)
- The Mystery of Angelina Frood (1924) Publié en français sous le titre La Femme du cocaïnomane, Paris, Gallimard, coll. « Les Chefs-d'œuvre du roman d'aventures », 1929 ; réédition, Paris, Librairie des Champs-Élysées, coll. « Le Masque » no 2196, 1994
- The Shadow of the Wolf (1925) Publié en français sous le titre Le Fantôme de Wolf-Rock, Paris, Gallimard, coll. « Les Chefs-d'œuvre du roman d'aventures », 1930
- The D'Arblay Mystery (1926) Publié en français sous le titre L'Affaire Darlay, Paris, Nouvelle Revue Critique, coll. « L'Empreinte » no 71, 1935
- A Certain Dr. Thorndyke (1927)
- As a Thief in the Night (1928) Publié en français sous le titre Arsenic, Paris, Librairie des Champs-Élysées, coll. « Le Masque » no 105, 1932
- Mr. Pottermack's Oversight (1930) Publié en français sous le titre La Faute de M. Pottermack, Paris, NRC, coll. « L'Empreinte » no 58, 1935
- Pontifex, Son and Thorndyke (1931)
- When Rogues Fall Out ou Dr. Thorndyke's Discovery (1932) Publié en français sous le titre Un trio tragique, Paris, Nouvelles Revue Critique, coll. « L'Empreinte » no 38, 1934 ; réédition, Paris, Librairie des Champs-Élysées, coll. « Le Masque » no 2354, 2001
- Dr Thorndyke Intervenes (1933)
- For the Defence: Dr Thorndyke (1934)
- The Penrose Mystery (1936) Publié en français sous le titre Monsieur Penrose, l’excentrique, Paris, Nouvelle Revue Critique, coll. « L'Empreinte » no 105, 1936
- Felo De Se ? (1937) Publié en français sous le titre Les jeux sont faits, Paris, Nouvelle Revue Critique, coll. « L'Empreinte » no 147, 1938 ; réédition, Paris, Librairie des Champs-Élysées, coll. « Le Masque » no 2127, 1993
- The Stoneware Monkey (1938) Publié en français sous le titre Le Singe d'argile, Paris, Nouvelle Revue Critique, coll. « L'Empreinte » no 172, 1939 ; réédition, Paris, Librairie des Champs-Élysées, coll. « Le Masque » no 2421, 1999
- Mr Polton Explains (1940)
- The Jacob Street Mystery ou The Unconscious Witness (1942) Publié en français sous le titre Le Mystère de la rue Jacob, Paris, Éditions de La Boétie, 1945 ; réédition, Paris, Librairie des Champs-Élysées, coll. « Le Masque » no 2375, 1998

#### Autres romans
- The Golden Pool (1905)
- The Unwilling Adventurer (1913)
- The Uttermost Farthing: A Savant's Vendetta ou A Savant's Vendetta (1914)
- Flighty Phyllis (1928)

### Nouvelles

#### Recueils de nouvelles de la sérieDrThorndyke
- John Thorndyke's Cases (1909)
- The Singing Bone ou The Adventures of Dr Thorndyke (1912)
- The Great Portrait Mystery (1918)
- Dr Thorndyke's Casebook ou The Blue Scarab (1923)
- The Puzzle Lock (1925)
- The Magic Casket (1927)

### Autres recueils de nouvelles
- The Adventures of Romney Pringle (1902)
- The Further Adventures of Romney Pringle (1903)
- The Exploits of Danby Croker (1916)
- The Surprising Adventures of Mr. Shuttlebury Cobb (1927)

#### Nouvelles de la sérieDrThorndyke
- The Blue Sequin (1908)
- The Anthropologist at Large (1909)
- The Aluminium Dagger (1909)
- The Mandarin's Pearl (1909)
- The Stranger's Latchkey (1909)
- The Man in the Nailed Boots (1909)
- The Old Lag (1909)
- The Moabite Cipher (1909)
- A Message from the Deep Sea ou Message from the Grave (1909)
- The Case of the White Footprints (1910)
- A Case of Premeditation (1910)
- The Case of Oscar Brodski (1910)
- The Echo of a Mutiny (1911)
- A Wastrel's Romance (1912)
- The Dead Hand (1912)
- Percival Bland's Proxy (1918) Publié en français sous le titre Un alibi squelettique, Paris, Opta, Mystère Magazine no 23, décembre 1949
- The Missing Mortgagee (1918)
- The Blue Scarab (1923)
- The New Jersey Sphinx ou Fatal Ruby (1923)
- The Apparition of Burling Court (1923)
- A Fisher of Men (1923)
- The Touchtone (1924)
- The Stolen Ingots (1924)
- The Funeral Pyre (1924)
- The Puzzle Lock (1925)
- The Seal of Nebuchadnezzar (1925)
- Phyllis Annesley's Peril (1925)
- Rex v. Burnaby (1925)
- A Mystery of the Sand-Hills (1925)
- The Green Check Jacket (1925)
- A Sower of Pestilence (1925) Publié en français sous le titre Le Montreur de rats, Paris, Fayard, Le Saint détective magazine no 132, février 1966
- The Magic Casket (1926)
- The Mysterious Visitor (1926)
- The Contents of a Mare's Nest (1926)
- The Stalking Horse (1926)
- The Naturalist at Law (1926)
- The Pathologist to the Rescue (1926)
- Mr. Ponting's Alibi (1926)
- Pandora's Box (1926)
- The Trail of Behemoth (1926)
- Gleanings from the Wreckage (1926)

#### Autres nouvelles
- A Signal Success (1900)
- The Black Sheep (1903)
- The Brazen Serpent (1911) Publié en français sous le titre Le Serpent d'airain, Paris, Fayard, Le Saint détective magazine no 116, octobre 1964
- The Sign of the Ram (1912)
- The Great Slump (1912)
- The Housemaid's Followers (1913)
- The Mutiny of the "Speedwell" (1914)
- The Great Portrait Mystery (1918)
- The Blue Diamond Mystery (1922)
- The Affair at Densford Junction (1922)
- Murder Premeditaded (1949)
- Night at Willowdale (1949)